# Соснова гірка
Соснова гірка — місцевість, урбанонім Харкова, що розташовано на північ від центру міста. Район обмежується Клочківською вулицею з заходу, Європейською з півночі, проспектом Науки зі сходу, Космічною вулицею з півдня.
Соснова гірка забудована багатоповерховими радянськими будинками кінця ХХ століття. Тут розташований одноіменний сквер, конярське господарство «Коні» та Центр юних натуралістів.

## Назва
Назва району походить від назви скверу Соснова гірка, що розташований на вулиці Клочківській у цьому районі. Схил скверу в основному засаджений соснами.

## Начальні заклади
- Дошкільний навчальний заклад № 399
- Харківська спеціалізована школа № 109
- Харківська вечірня школа № 37

## Інфраструктура
- Центр надання адміністративних послуг
- Укрпочта
- Міська молочна фабрика

## Транспорт
Поруч з районом проходить 20 трамвайний маршрут. Найближча зупинка — Соснова гірка.
Також проходять міські автобусні маршрути:
245э/т: пл. Свободи (ст. м. «Університет») — Студмістечко, 277т: Вокзальна — Лікарня швидкої та невідкладної допомоги, 282т: ст.м. «Холодна Гора» — пр-т. Перемоги (трамвайне коло), 302э: ст.м. «Холодна Гора» — сел. Жуковського, 20е: Лікарня швидкої допомоги — м-н Конституції, 217е: м-н Конституції — ТЦ Metro.